# Plagiocirrus primus
Plagiocirrus primus är en plattmaskart. Plagiocirrus primus ingår i släktet Plagiocirrus och familjen Allocreadiidae. Inga underarter finns listade i Catalogue of Life.